# Futsal nos Jogos Sul-Americanos de 2018 - Feminino
O torneio feminino de futsal nos Jogos Sul-Americanos de 2018 foi disputado entre 4 e 8 de junho no Coliseo de Entre Ríos, em Entre Ríos, no Coliseo de Puerto Villarroel, em Puerto Villarroel, e no Coliseo de Chipiriri, em Villa Tunari, Bolívia.
Cinco equipes participaram do evento, sendo que até 14 jogadoras poderiam ser inscritas.

## Calendário
| G | Fase de grupos |

| Evento           | Seg 4 | Ter 5 | Qua 6 | Qui 7 | Sex 8 |
| ---------------- | ----- | ----- | ----- | ----- | ----- |
| Torneio feminino | G     | G     | G     | G     | G     |

## Medalhistas
|  | COL Colômbia |  | PAR Paraguai |  | BOL Bolívia |
|  | Angie Mina Angie Valbuena Carolina Arbeláez Daniela Montoya Diana Vélez Lady Andrade Laura Téllez Leidy Chica Leidy Puchigay Lorena Bedoya Myriam Alonso Naila Imbachi |  | Andrea Brítez Andrea Paola Brítez Claudia Romero Damia Cortaza Liz Sosa Mara Rolón Mara Talavera Mirta Pico Nadia Rodas Noelia Barrios Paola Cabrera Ruth Pérez Sol Escobar Vanessa Da Veiga |  | Ana María Rivera Daniela Salguero Dayana Giménez Erika Colque Ivone Arancibia Karla Ticona María Gálvez Martha Chura Nancy Jamachi Neyza Flores Olga Sandoval Paola Cruz Patricia Fuentes Sonia Torihuano |

## Fase única
Todas as partidas estão no horário local (UTC−4).
| Pos | Equipe          | Pts | J | V | E | D | GF | GC | Dif |
| --- | --------------- | --- | - | - | - | - | -- | -- | --- |
| 1   | COL Colômbia    | 8   | 4 | 2 | 2 | 0 | 8  | 5  | +3  |
| 2   | PAR Paraguai    | 7   | 4 | 2 | 1 | 1 | 10 | 8  | +2  |
| 3   | BOL Bolívia (A) | 6   | 4 | 2 | 0 | 2 | 6  | 6  | 0   |
| 4   | ARG Argentina   | 4   | 4 | 1 | 1 | 2 | 10 | 9  | +1  |
| 5   | PER Peru        | 3   | 4 | 1 | 0 | 3 | 6  | 12 | –6  |

Critérios de desempate: 1) Pontos; 2) Diferença de gols; 3) Número de vitórias; 4) Número de gols marcados; 5) Confronto direto; 6) Menor número de gols sofridos; 7) Menor número de cartões vermelhos; 8) Menor número de cartões amarelos; 9) Sorteio.

A – Anfitrião.

| 4 de junho | Colômbia COL                                        | 4 – 4     | ARG Argentina                                 | Coliseo de Entre Ríos, Entre Ríos |
| 17:00      | Bedoya 1' · Valbuena 3' · Montoya 32' · Imbachi 35' | Relatório | Núñez 2' · Chiesa 12' · Gayoso 14' · Nava 36' |                                   |

| 4 de junho | Bolívia BOL                                    | 4 – 0     | PER Peru | Coliseo de Entre Ríos, Entre Ríos |
| 19:00      | Colque 4' · Flores 10' · Cruz 11' · Ticona 18' | Relatório |          |                                   |

| 5 de junho | Paraguai PAR                                             | 6 – 3     | PER Peru                               | Coliseo de Puerto Villarroel, Puerto Villarroel |
| 17:00      | Escobar 1', 19', 39' · A.P. Brítez 4', 27' · Cortaza 32' | Relatório | Castro 24' · Ramírez 29' · Dorador 36' |                                                 |

| 5 de junho | Bolívia BOL | 0 – 2     | COL Colômbia    | Coliseo de Puerto Villarroel, Puerto Villarroel |
| 19:00      |             | Relatório | Imbachi 2', 29' |                                                 |

| 6 de junho | Colômbia COL | 1 – 0     | PER Peru | Coliseo de Chipiriri, Villa Tunari |
| 17:00      | Montoya 3'   | Relatório |          |                                    |

| 6 de junho | Argentina ARG                                      | 4 – 0     | PAR Paraguai | Coliseo de Chipiriri, Villa Tunari |
| 19:00      | Nava 26' · Núñez 27' · Benítez 33' · Florentín 34' | Relatório |              |                                    |

| 7 de junho | Peru PER                                | 3 – 1     | ARG Argentina | Coliseo de Chipiriri, Villa Tunari |
| 17:00      | Vásquez 22' · Fontela 26' · Miranda 38' | Relatório | Núñez 6'      |                                    |

| 7 de junho | Bolívia BOL | 0 – 3     | PAR Paraguai                                  | Coliseo de Chipiriri, Villa Tunari |
| 19:00      |             | Relatório | A.P. Brítez 16' · A. Brítez 35' · Escobar 39' |                                    |

| 8 de junho | Paraguai PAR    | 1 – 1     | COL Colômbia | Coliseo de Puerto Villarroel, Puerto Villarroel |
| 12:00      | A.P. Brítez 34' | Relatório | Vélez 36'    |                                                 |

| 8 de junho | Bolívia BOL               | 2 – 1     | ARG Argentina | Coliseo de Puerto Villarroel, Puerto Villarroel |
| 13:30      | Flores 11' · Sandoval 19' | Relatório | Benítez 23'   |                                                 |